# آدریانو برناردز
آدریانو برناردز (انگلیسی: Adriano Bernardes؛ زادهٔ ۱۴ ژانویهٔ ۱۹۸۶) بازیکن فوتبال اهل برزیل است.
از باشگاه‌هایی که در آن بازی کرده‌است می‌توان به باشگاه فوتبال دلفینو پسکارا و باشگاه فوتبال کیاسو اشاره کرد.